# Силви Гилем
Силви Гилем (фр. Sylvie Guillem) је француска примабалерина, коју многи критичари и поклоници балета сматрају једном од највећих тренутно активних балетских уметница.
Рођена је у Паризу 1965. године. Као девојчица тренирала је гимнастику, а када је имала 11 година по наговору своје мајке почиње да учи балет у школи при Париској опери. Њен уметнички израз карактерише велика флексибилност, и велике екстензије које су неки критичари оспоравали, сматрајући да „додиривањем ушију“ нарушава лепоту форме класичног балета.
Одмах по завршетку школовања, 1983. бива примљена у ансамбл Балета париске опере где је запажа Рудолф Нурејев, који је тада предводио трупу и већ наредне године поверава јој улогу Одете/Одилије у својој (класичној) поставци Лабудовог језера. За одиграну улогу, прву у каријери добија звање примабалерине, најмлађе у дугој историји Париске опере. Побеђивала је на многим такмичењима (Varna Competition, Carpeaux Prize, Andersen Prize). Што се тиче класичног репертоара одиграла је скоро све значајније улоге већ у првим годинама каријере, последњих година је у ангажману у Лондону, у трупи Ројал Бале енгл. The Royal Ballet као гостујућа првакиња.